# Passira (kommun)
Passira är en kommun i Brasilien.   Den ligger i delstaten Pernambuco, i den östra delen av landet, 1 600 km nordost om huvudstaden Brasília. Antalet invånare är 28 664.
Följande samhällen finns i Passira:
- Passira

Omgivningarna runt Passira är en mosaik av jordbruksmark och naturlig växtlighet. Runt Passira är det ganska tätbefolkat, med 93 invånare per kvadratkilometer.